# Осип Маланюк
Осип Маланюк (20 червня 1873, с. Стара Ягольниця, нині Стара Ягільниця, Австро-Угорщина — 6 лютого 1949, м. Ґрац, Австрія) — український лікар, громадський діяч. Доктор медицини (1898). Член Українського лікарського товариства (1929). Батько Ірини Маланюк, кузен Соломії Крушельницької.

## Життєпис

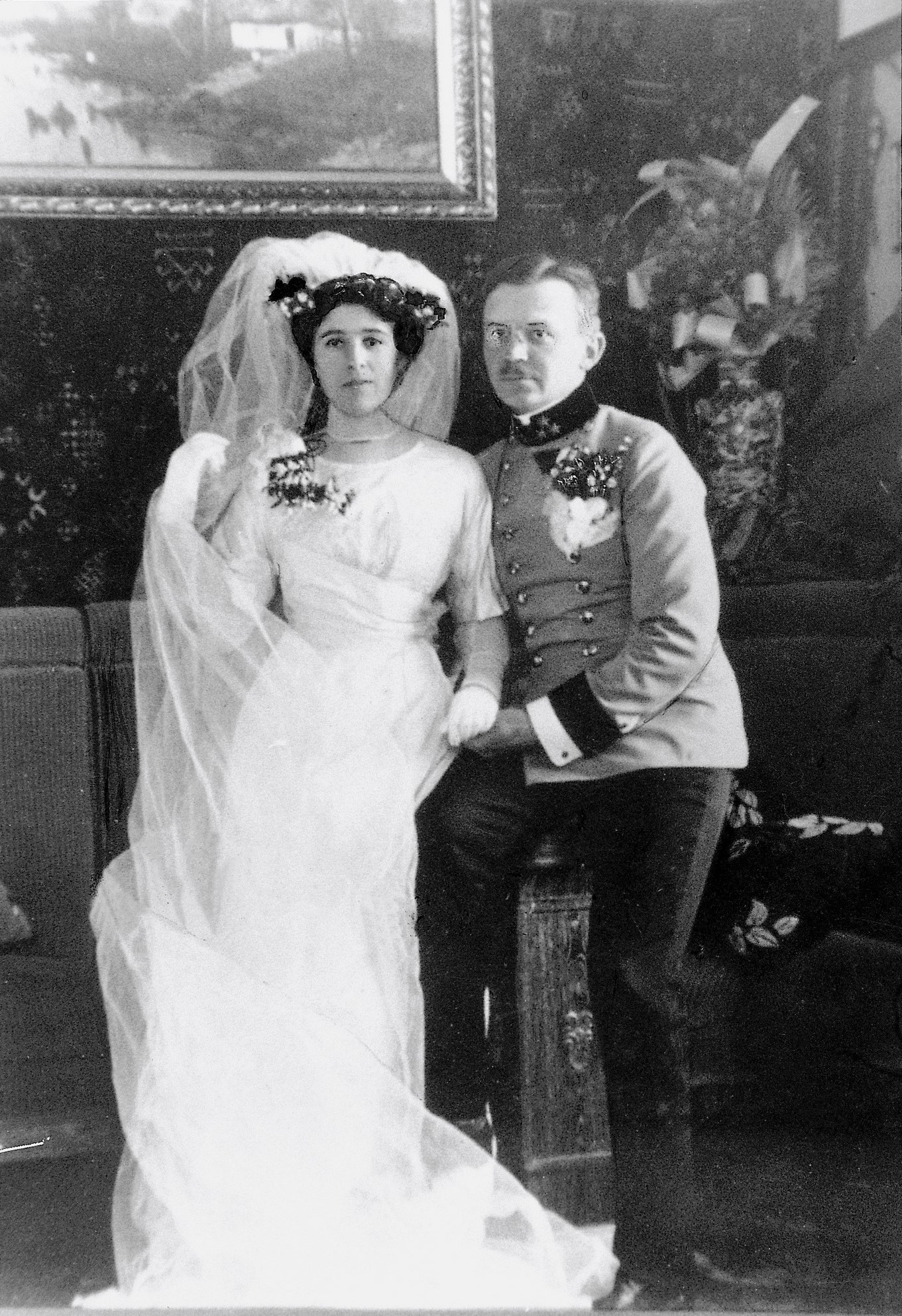
Весільне фото Осипа та Ольги Маланюк. Відень, 1911

Осип Маланюк народився 20 червня 1873 року у селі Старій Ягільниці, нині Нагірянської громади Чортківського району Тернопільської области в священничій сім'ї.
Студіював медицину в Ґрацькому університеті (тут — співзасновник товариства «Січ»), закінчив Ґрацький університет Краківський університет (1898, Польща). 20 років поспіль — військовий лікар в австро-угорській армії.
Від 1919 — підполковник УГА, командант (ком-р) 1-ї військ. лічниці (лікарні) в м. Станислав (нині Івано-Франківськ), куди 1919 року переїхав із м. Тернопіль з урядом ЗУНР. У 1921—1939 роках мав тут приватну практику як хірург і перший у місті рентгенолог. Під час Другої світової війни еміґрував до Австрії.
Автор наукових статей, публікацій у пресі.